# SS-Oberscharführer

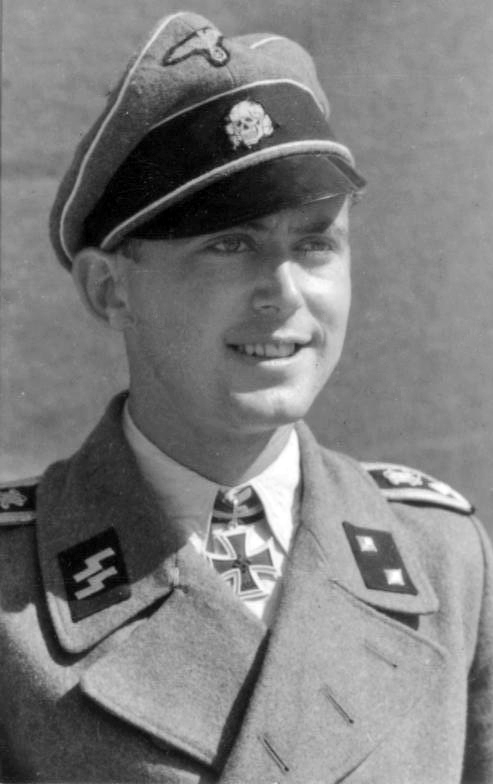
SS-Oberscharführer der Waffen-SS Kurt Sametreiter

Der SS-Oberscharführer (kurz: Oscha; Ansprache: Oberscharführer) war im Deutschen Reich von 1933 bis 1945 der niedrigste Rang der Dienstgradgruppe der Unteroffiziere mit Portepee der Schutzstaffel (SS).

## Einführung
Die Rangbezeichnung Oberscharführer wurde erstmals in der Sturmabteilung (SA) verwendet und stand in Verbindung mit dem personellen Aufwuchs des Unteroffizierskorps Ende der 1920er bis Anfang der 1930er Jahre. Hier war der Rang jedoch dem Unterfeldwebel der Wehrmacht vergleichbar und war zwischen dem niedrigeren SA-Scharführer (äquivalent Unteroffizier) und dem höheren SA-Truppführer (äquivalent Feldwebel) eingeordnet. Mit der Übernahme der feldgrauen Wehrmachtsuniform wurden ab 1938 auch die Feldwebel-Schulterstücke der Wehrmacht durchgängig eingeführt.

## Oberscharführer der Waffen-SS
Im Zuge der Reorganisation der SS und dem Aufbau der Kampfverbände der Waffen-SS im Jahre 1934 wurde der Rang hier übernommen, aufgewertet und dem SA-Truppführer gleichgestellt, was nunmehr dem Feldwebel der Wehrmacht vergleichbar war.
Auf Kompanieebene der Kampfverbände der Waffen-SS war der SS-Oberscharführer häufig in der Verwendung Zugführer dritter – und zum Teil zweiter Zug oder als Spieß eingesetzt. Häufig wurden SS-Oberscharführer auch als Panzerkommandanten in der Panzertruppe der Waffen-SS eingesetzt.
Bei den Abbildungen werden die Rangabzeichen oder Dienstgradabzeichen gezeigt, die als Schulterstücke und Kragenspiegel, aber auch als Ärmelabzeichen ab 1942 für Tarn- oder Spezialanzüge, getragen wurden. Die Kragenspiegel mit SS-Runen und dem Rangabzeichen wurden an der feldgrauen Uniformjacke der Waffen-SS oder der grauen Feldbluse getragen.

## Rangfolge und Insignien
Dieser SS-Rang war dem SA-Truppführer und dem damaligen Feldwebel in Heer und Luftwaffe der Wehrmacht gleichgestellt. Der SS-Standartenjunker als Offiziersanwärter der Waffen-SS war nominell dem SS-Oberscharführer gleichgestellt. Die Paspelierung der Schulterstücke war in der für Unteroffiziere der Waffen-SS festgelegten Waffenfarbe gehalten.
| Dienstgrad                |                            |                            |
| niedriger: SS-Scharführer | SS-Oberscharführer (Oscha) | höher: SS-Hauptscharführer |

Rangabzeichen SS-Oberscharführer der Waffen-SS
SS-Oberscharführer (Waffenfarbe Weiß: SS-Infanterie, Panzergrenadiertruppe, Motorisierte Infanterie)
SS-Standartenjunker (Waffenfarbe Weiß: Infanterie)
Kragenspiegel
Ärmelabzeichen Tarnanzug